# 澳洲副獅子魚
澳洲副獅子魚，為輻鰭魚綱鮋形目杜父魚亞目獅子魚科的其中一種，分布於東南大西洋的沃爾維斯灣海域，棲息深度295-751公尺，體長可達5公分，為深海底棲性魚類，屬肉食性，生活習性不明。

## 擴展閱讀
維基物種上的相關：澳洲副獅子魚